# Джованні Бенедетто Кастільйоне
Джованні Бенедетто Кастільйоне (італ. Castiglione Giovanni Benedetto; хрестини 23 березня 1609, Генуя — 1664, Мантуя) — італійський художник, представник генуезької школи живопису доби бароко. Відомий гравер, віднайшов нову техніку-монотипію.

## Біографія
Народився в Генуї. Це італійське місто підтримувало тісні торговельні і мистецькі зв'язки з католицькою Фландрією. А деякі майстри Фландрії роками працювали у Генуї, серед них Рубенс, Ван Дейк та інші.
Тривалий час рік народження майстра був невідомий і його визначали як період між 1600—1610 роками. В архіві було знайдене свідчення, що майбутнього художника хрестили 23 березня 1609 року.
Вчителями Кастільйоне називають Паджі і Джованні Андреа де Феррарі. Але справжній і могутній вплив на художню манеру Кастільйоне мали твори майстрів Фландрії з їхнім любовним відображенням натюрмортів і тварин. Кастільйоне вдало продовжив тему-традицію пасторалі (античні свята і веселощі на тлі штучно доброзичливої природи), що йшла ще від венеційця Бассано. В 18 столітті цю тему в живопису і офорті продовжать французькі митці, особливо Жан-Оноре Фрагонар.
Мандрував по Італії. Практично десять років працював у Римі (з 1634 до 1645) разом із братом Сальваторе та його сином Франсіско Бенедиктом, що працювали помічниками в його майстерні. Мешкав в приході римської церкви Сант Андреа делле Фратте. 1634 року був обраний членом римської академії Сан Лука. Він покинув Рим і знову повернувся туди 1647 року, де працював до 1651 року, коли отримав запрошення на працю в місто Мантую при герцогському дворі Карла І.
Працював головним чином у Генуї і Мантуї. Помер 1665 року в Мантуї.

## Кастільйоне-гравер
Художник довго займався графікою. Він виконав близько сімдесяти офортів. Серед них є теми, які він розробляв в живопису (композиція на тему Діогена, що шукав чесну людину днями з ліхтарем і ніде не знаходив), пасторальні сцени, релігійні композиції (аркуш «Христос воскрешає померлого Лазаря»). В офортах дуже докладно і прискіпливо відтворював різні речі, їхню фактуру, приділяючи багато зусиль відтворенню світлотіні. За старанність в офортах його прозвали другим Рембрандтом. Але порівняння офортів Кастільйоне з офортами Рембрандта доводить, що Кастільйоне не зміг досягти філософської глибини задумів великого голландця. Також порівняння офорта Кастільйоне «Меланхолія» з гравюрою німця Дюрера на цю ж тему теж не на користь італійського майстра. Могутній, творчий дух «Меланхолії» Дюрера (алегорія Творчого натхнення) перебільшує суто декоративні якості офорту Кастільйоне. Це ще одна пастораль майстра без забарвлення меланхолійним настроєм.

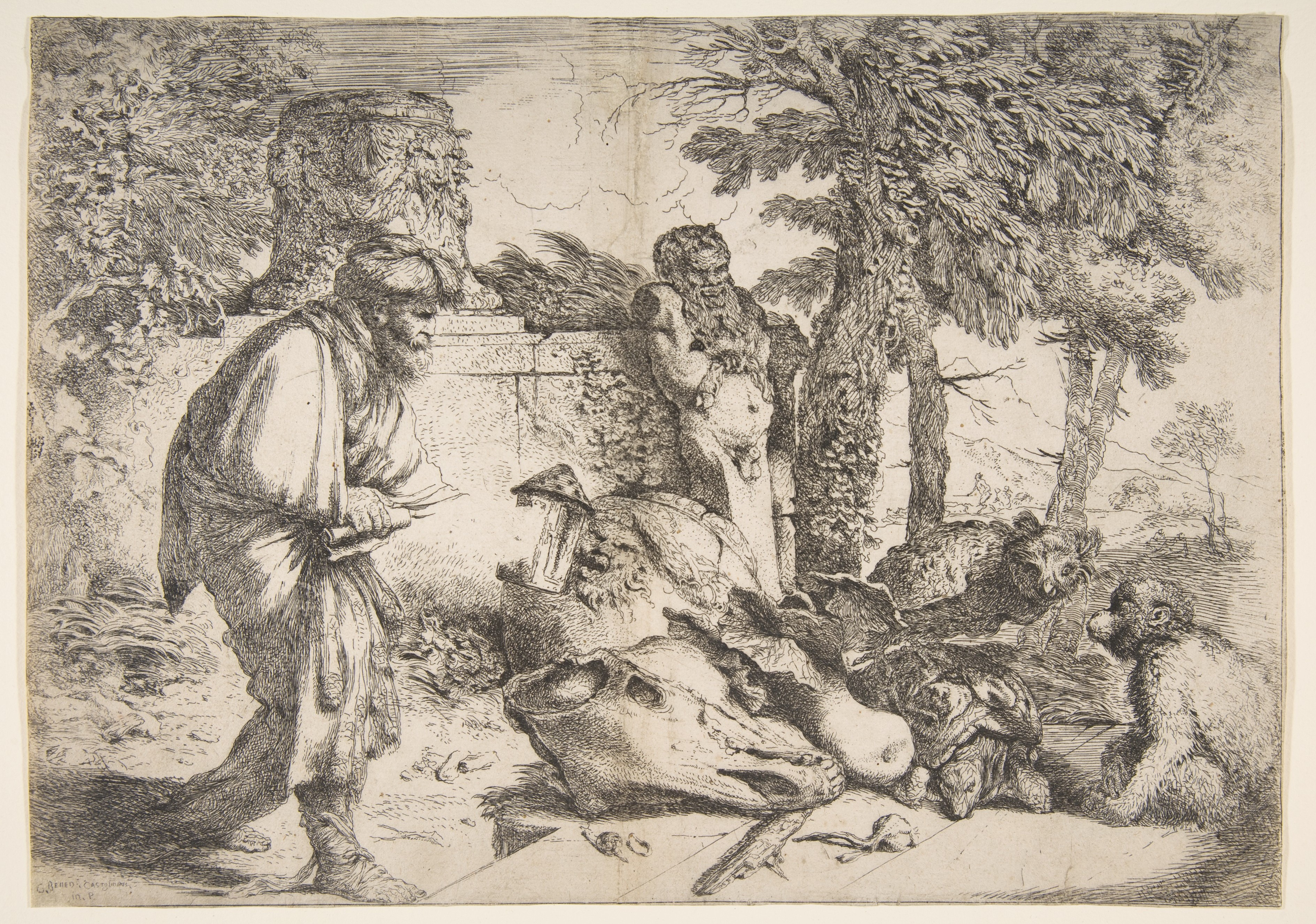
«Філософ Діоген шукає чесну людину»( офорт Кастільйоне.
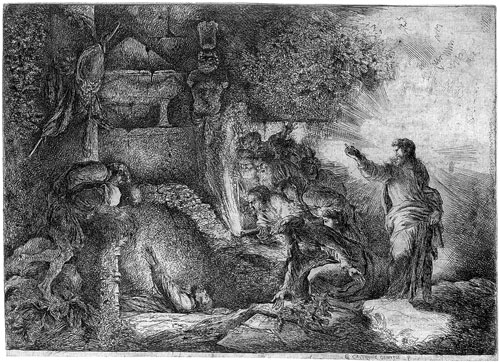
«Христос воскрешає померлого Лазаря»( офорт Кастільйоне ).
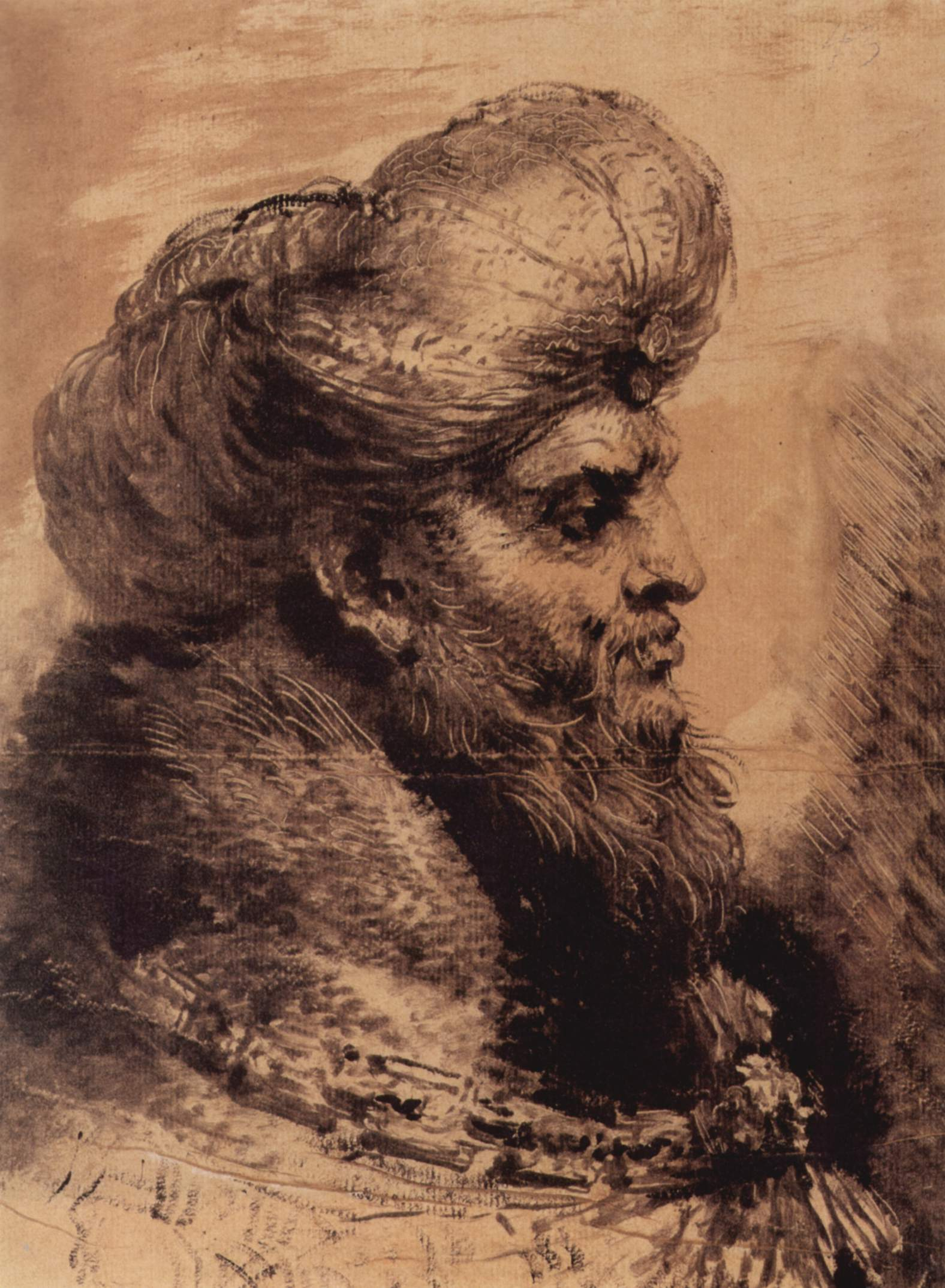
Чоловіча голова в арабському вбранні, монотипія Кастільйоне.
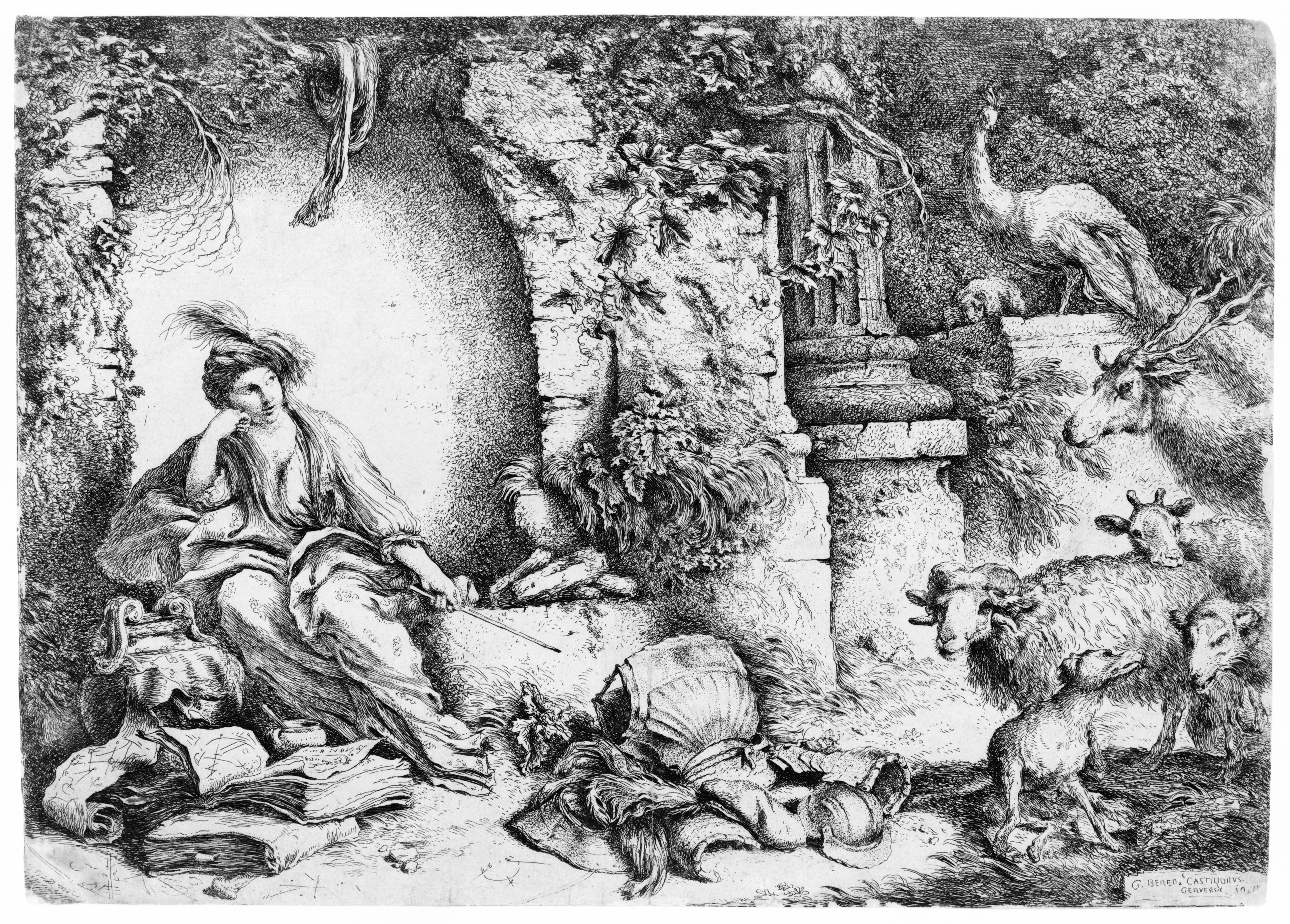
«Меланхолія», офорт Кастільйоне.

## Галерея

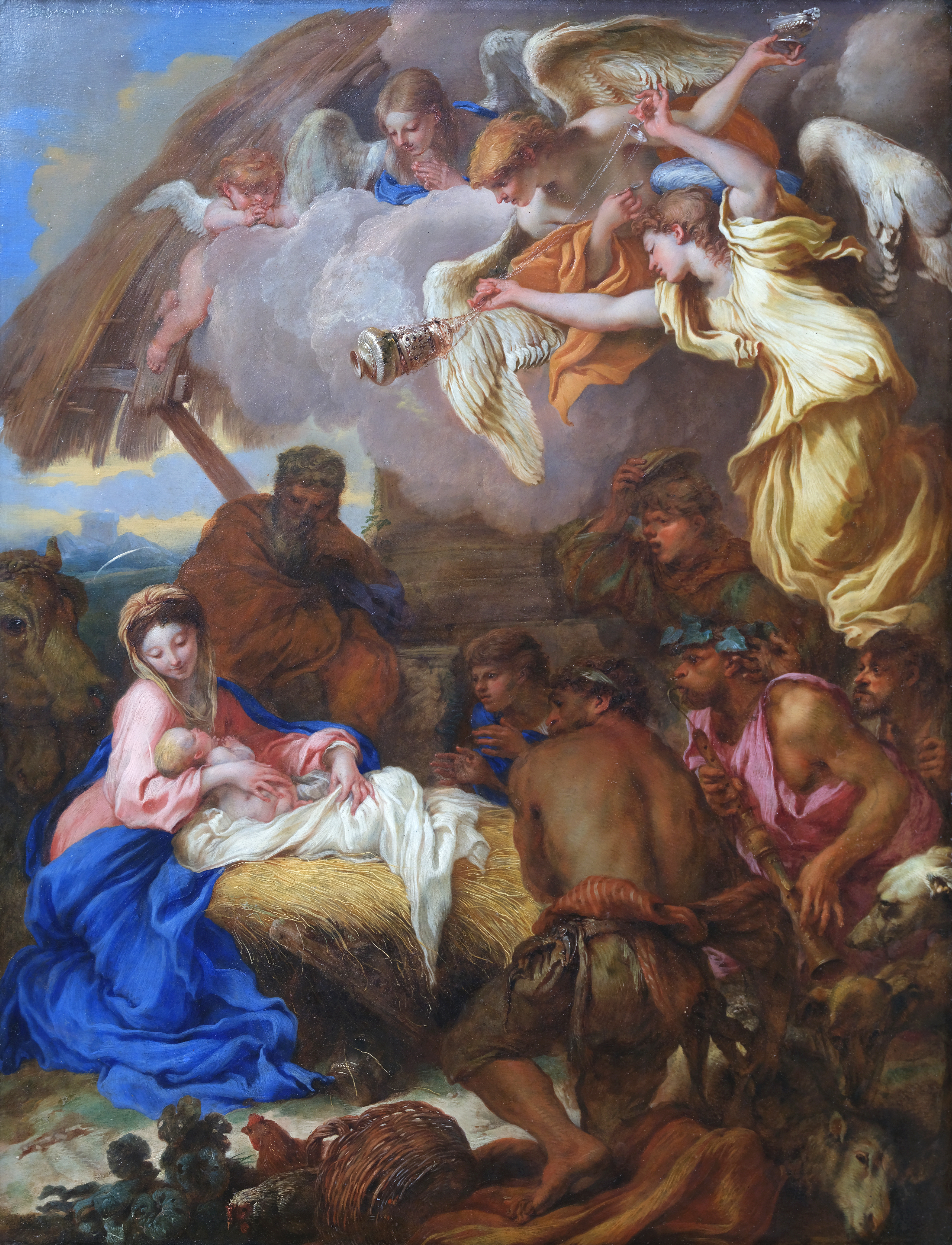
«Поклоніння пастухів» (1659 рік, Руан)

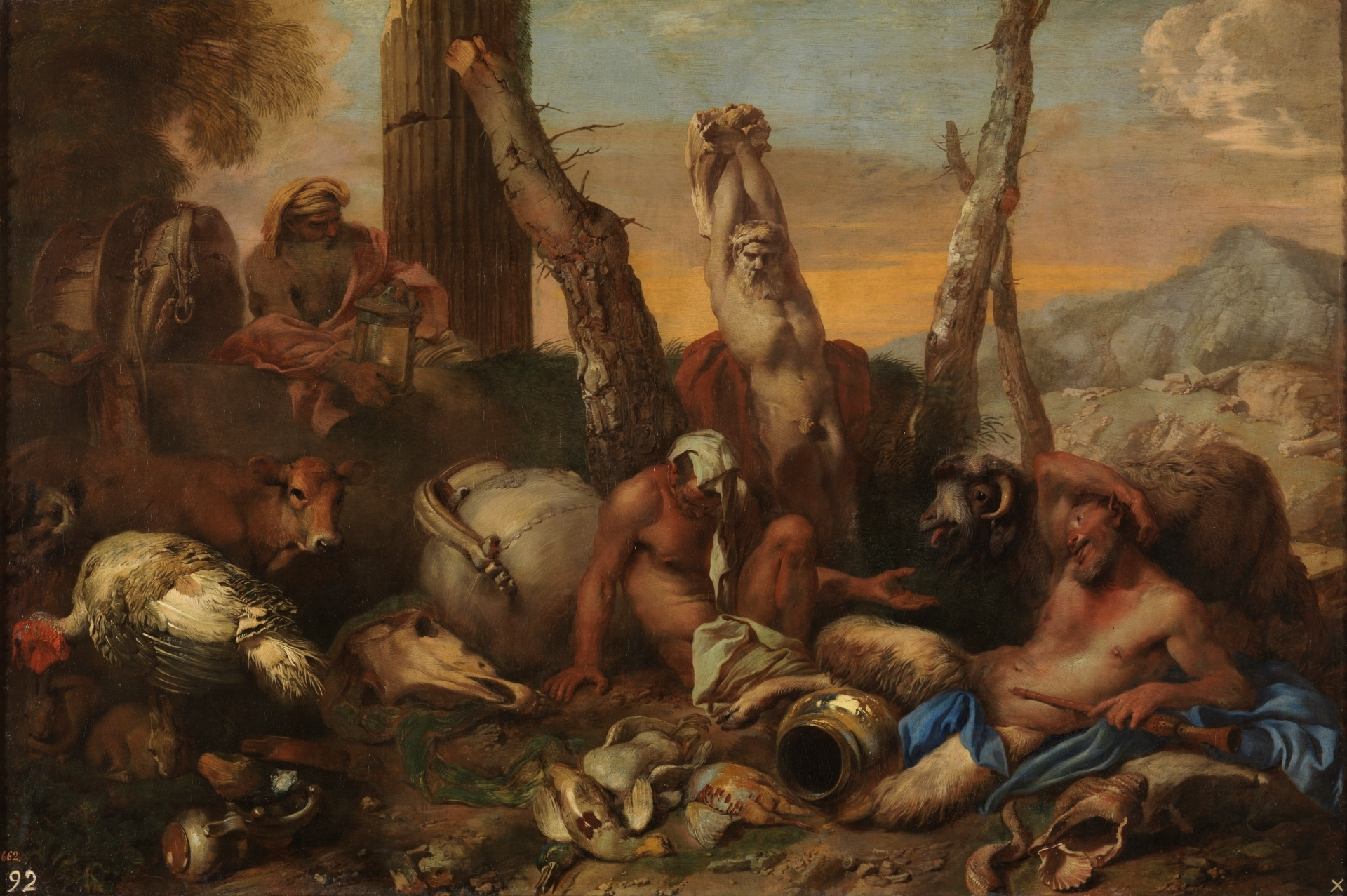
Дж. Б. Кастільйоне. «Філософ Діоген шукає чесну людину», Прадо, Мадрид
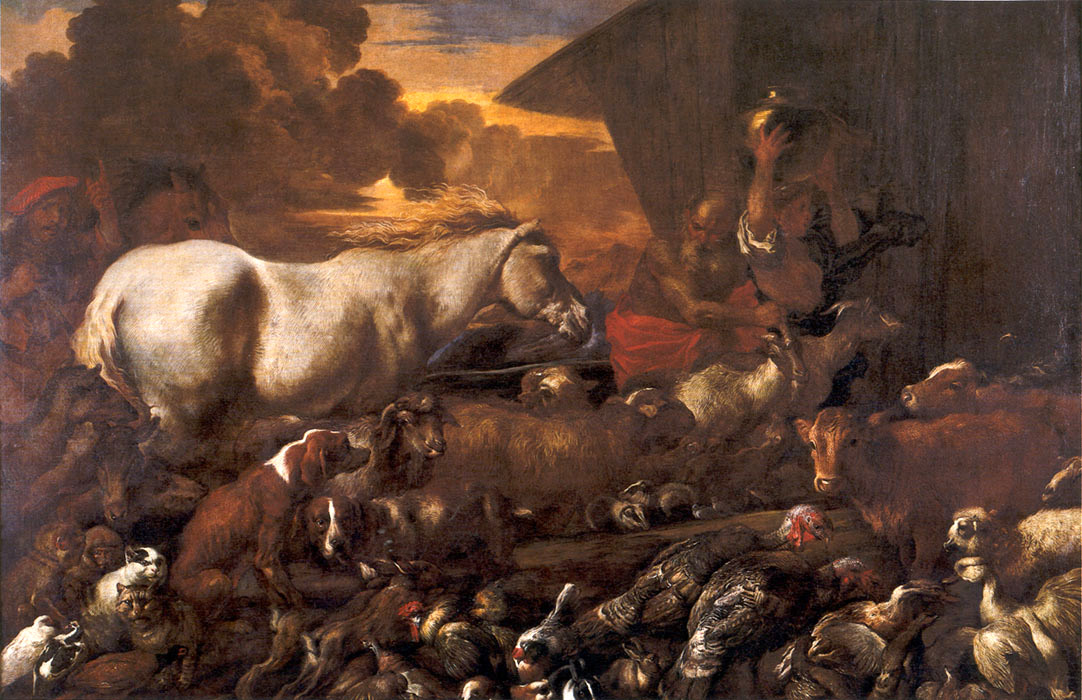
«Введення тварин на ковчег Ноя»
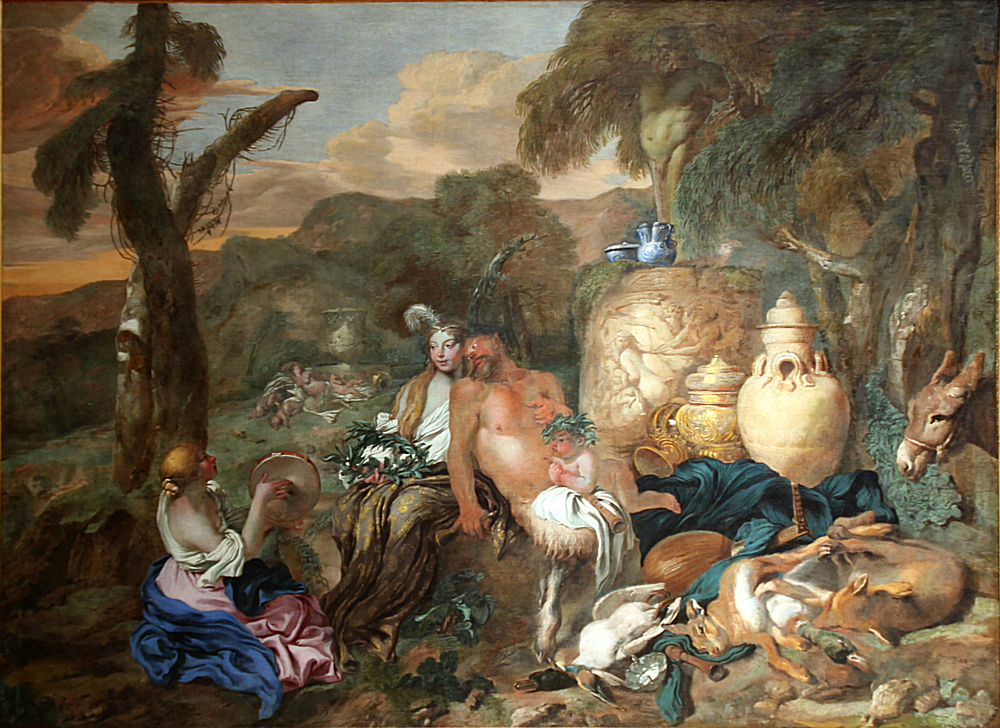
«Вакханалія із сатиром та німфами», Сен-Кантен, Франція.

## Живопис майстра, неповний перелік
- «Яків переганяє стада Лавана», 1632, приватн. збірка
- «Вакханалія на тлі римських споруд»
- «І я мешкав в Аркадії» (або «Аркадські пастухи біля поховання»), 1655
- «Вакханалія із сатиром та німфами»
- «Введення тварин на ковчег Ноя», Сен-Кантен, Франція.
- «Філософ Діоген шукає справжню людину», Прадо, Мадрид
- «Зустріч Ісаака і Ревекки», 1640, Ермітаж, Санкт-Петербург
- «Жертвоприношення Ноя», до 1655, Художній музей (Лос-Анжелес)
- «Цирцея», до 1650, Уффіці, Флоренція.
- «Поклоніння пастухів», 1659 рік, Руан, Франція.